# Bythinella batalleri
Bythinella batalleri е вид охлюв от семейство Hydrobiidae. Видът не е застрашен от изчезване.

## Разпространение
Разпространен е в Испания.